# Follicule pileux

Follicule pileux

Un follicule pileux, ou follicule pilo-sébacé, est la cavité dans laquelle le poil prend sa naissance, une structure particulière de la peau qui produit le poil en assemblant des cellules produites dans le follicule par kératinisation. Toute la peau en contient, à l'exception des paumes, de la plante des pieds, du nombril, des mamelons, du gland pénien, du gland clitoridien, des petites lèvres et de la face interne du prépuce et des grandes lèvres.
La glande sébacée débouche dans la partie supérieure du follicule pileux, et permet la lubrification du poil par le sébum.

## Pathologie

### Tumeurs folliculaires
À partir du follicule pileux se développent les tumeurs folliculaires.

### Folliculite
La folliculite est l'inflammation d'un ou de plusieurs follicules pileux formant une papulo-pustule. Son origine peut être bactérienne, mycosique, virale ou non-infectieuse.